# ماریو شتخر
ماریو شتخر (انگلیسی: Mario Stecher؛ زادهٔ ۱۷ ژوئیهٔ ۱۹۷۷) اسکی‌باز پرش اهل اتریش بود.